# カトリック元町教会

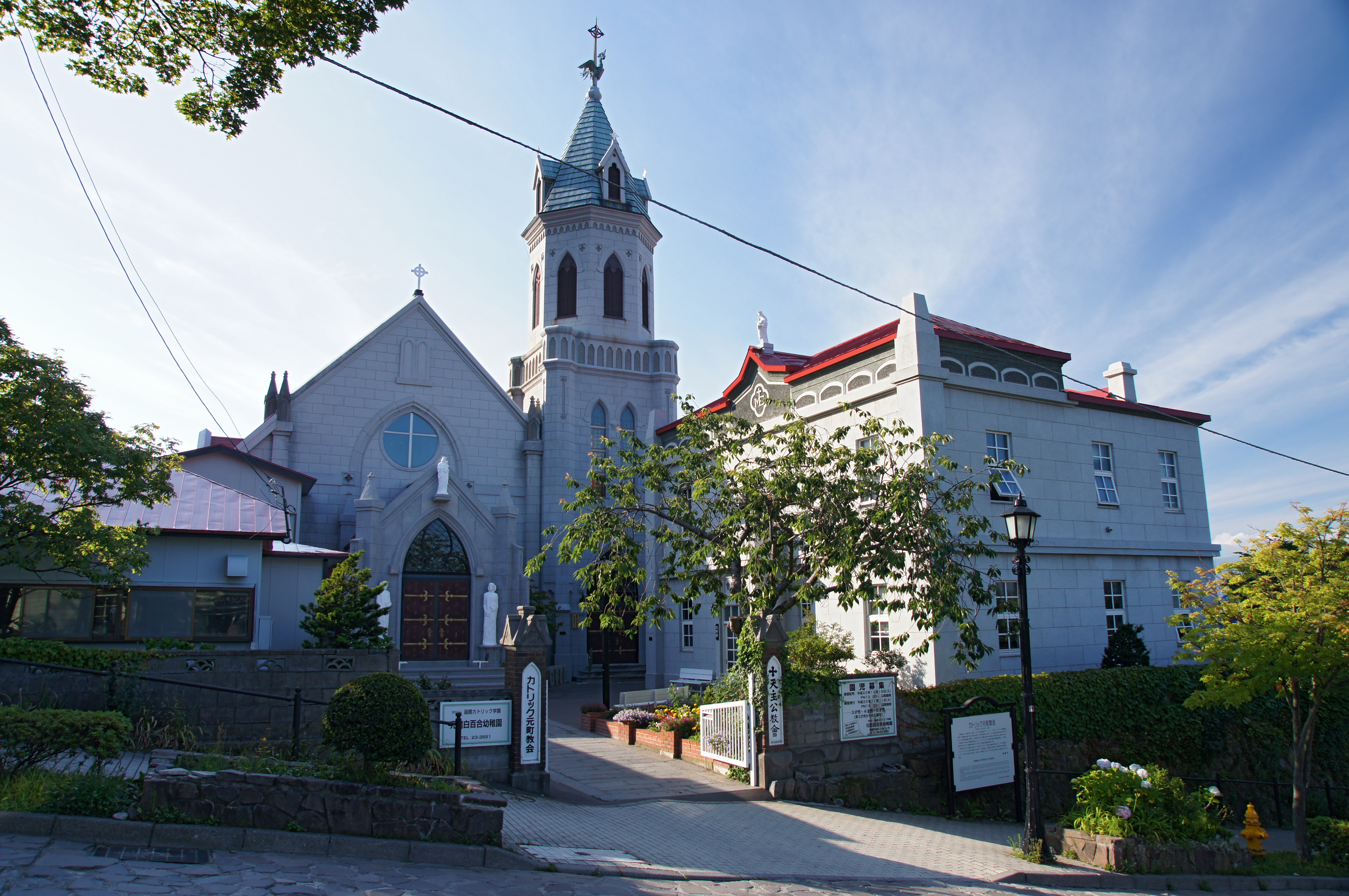
正門側

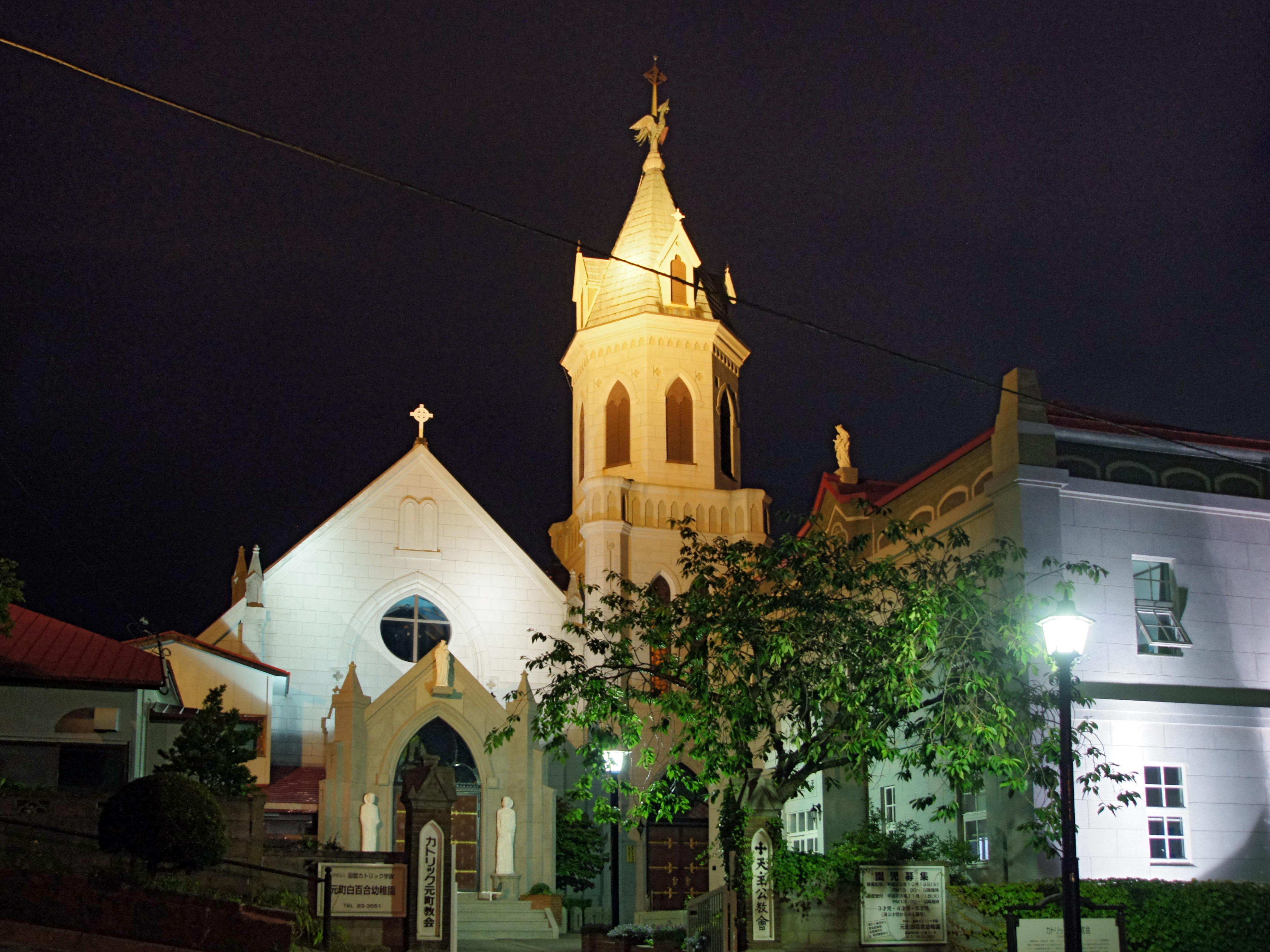
ライトアップ

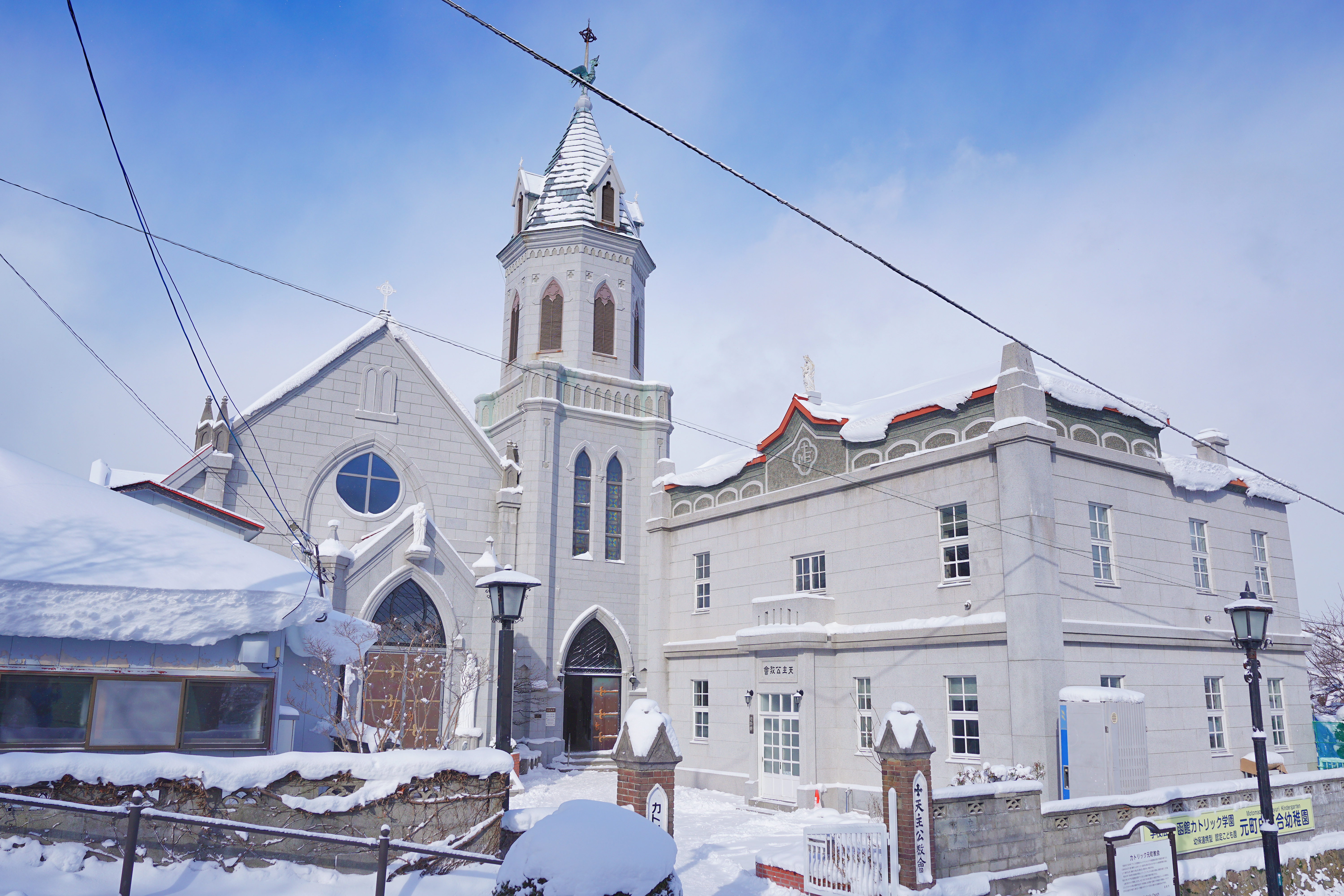
雪景色

カトリック元町教会（カトリックもとまちきょうかい）は北海道函館市にあるカトリック札幌教区の教会およびその聖堂。函館・元町を代表する3教会の一つ。

## 歴史
パリ外国宣教会司祭メルメ・カションが安政6年（1859年）に設けた仮聖堂、あるいは慶応3年（1867年）に来函したフランス人司祭のムニクウとアンブルステが設けた仮聖堂を起源として、フランス人司祭のマレンが明治10年（1877年）に木造の初代聖堂を建立したとされる。
初代聖堂は明治40年（1907年）に火災で焼失したが、明治43年（1910年）には煉瓦造の二代目聖堂が竣工した。
この二代目聖堂も大正10年（1921年）に火災で焼失してしまう。しかし焼け残った煉瓦の外壁を使用して大正13年（1924年）に、高さ百尺（33メートル）の尖塔を持つ鐘楼があるゴシック様式の聖堂として再建され、現在に至っている。
大正13年（1924年）6月、聖霊降臨の主日に教皇使節ジュアルジュにより献堂ミサが執り行われた。 
堂内の中央祭壇や副祭壇、聖画等は、ローマ教皇ベネディクト15世から贈られたものである。

## 交通アクセス
- 函館市電 末広町停留場 徒歩10分

## 周辺
- 函館ハリストス正教会
- 函館聖ヨハネ教会
- 東本願寺函館別院
- 函館市旧イギリス領事館
- 元町公園
- 旧函館区公会堂
- 北海道函館西高等学校